# Isopolia hoenei
Isopolia hoenei là một loài bướm đêm trong họ Noctuidae.